# Округ Емери (Јута)
Округ Емери (енгл. Emery County) је округ у америчкој савезној држави Јута. По попису из 2010. године број становника је 10.976.

## Демографија
Према попису становништва из 2010. у округу је живело 10.976 становника, што је 116 (1,1%) становника више него 2000. године.
| Група             | 2000.          | 2010.          |
| Белци             | 10.050 (92,5%) | 10.108 (92,1%) |
| Афроамериканци    | 20 (0,2%)      | 26 (0,2%)      |
| Азијати           | 34 (0,3%)      | 38 (0,3%)      |
| Хиспаноамериканци | 568 (5,2%)     | 654 (6,0%)     |
| Укупно            | 10.860         | 10.976         |